# Rio Pinheiros
Il Rio Pinheiros è un affluente del fiume Tietê nello Stato di San Paolo in Brasile.

## Etimologia
Durante il periodo coloniale il fiume era chiamato Jurubatuba, che in lingua tupi significa "luogo con molte palme jerivá" (jeri'wa).